# 中西秀男
中西 秀男（なかにし ひでお、1901年3月20日 - 1996年3月30日）は、日本の英文学者、翻訳家。早稲田大学名誉教授。

## 人物・来歴
茨城県土浦市生まれ。茨城県立土浦中学校を経て、1921年早稲田大学高等師範部英語科卒業。早稲田中学校専任教諭となり、46年まで務める。戦後47年母校講師、48年助教授、49年早大教育学部教授、71年定年退任、名誉教授。多くの翻訳をおこなった。

## 著書
- 『英語プロムナード』（文建書房） 1957
- 『英文解釈征服の公式 受験・学習の最短コース』（學燈社） 1964
- 『この多彩な英語』（北星堂書店） 1972
- 『英語で読む英知とユーモア』（橋本宏・小林堅太郎・丹沢栄一編、丸善ライブラリー） 1999

## 翻訳
- 『巡礼紀行ボルネオよりメッカへ』（オウエン・ラター、時代社） 1943
- 『ナイルの奥地』（リチャード・ウヰンダム、長崎書店） 1943
- 『ソロモン群島滞在記』（エリク・マスプラット、世界堂書店） 1943
- 『ホラ男爵の冒険』（ビュルガー原作、ルドルフ・ラスペ作、羽田書店） 1948
- 『英米の辞書』（J・R・ハルバート、北星堂書店） 1957
- 『近代短篇小説』（H・E・ベイツ、開文社） 1958
- 『常識としての英語の諺800』（ライダゥト,ウィティング、北星堂書店） 1973
- 『ラーオ博士のサーカス』（チャールズ・G・フィニイ、創樹社） 1976、のちサンリオSF文庫、のちちくま文庫
- 『ビアス怪談集』 (アンブローズ・ビアス、講談社文庫) 1977
- 『ブラックウッド怪談集』（アルジャーノン・ブラックウッド、講談社文庫）1978
- 『ザ・ベスト・オブ・サキ』1 - 2（サキ、サンリオSF文庫） 1978 - 1982、のちちくま文庫
- 『猿とエッセンス』（オルダス・ハックスリー、サンリオSF文庫） 1979
- 『ナボコフの一ダース』（ナボコフ、サンリオSF文庫） 1979、のちちくま文庫
- 『ジョン・コリア奇談集』1 - 2 (ジョン・コリア、サンリオSF文庫) 1983 - 1984、のち『ザ・ベスト・オブ・ジョン・コリア』（ちくま文庫）
- 『パリスケッチブック』（アーウィン・ショー、サンリオ） 1986、のち講談社文庫
- 『アメリカ人はどう生きてきたか アメリカ世相三百年史』（W・E・ウッドワード、筑摩書房） 1989
- 『無遠慮な文化誌』（フランク・ミューア、筑摩書房） 1992
- 『奇妙な遺言100』（ロバート・S・メンチン、ちくま文庫） 1993
- 『マイ・ドッグ・スキップ』（ウィリー・モリス、筑摩書房） 1996

## 記念論集
- 『文学とことば 早稲田大学名誉教授中西秀男先生卒寿記念論文集』（荒竹出版） 1991

## 参考
- 中西秀男先生略歴「早稲田大学教育学部」1970

## 注
1. ↑  『著作権侵害』
2. ↑  https://dl.ndl.go.jp/info:ndljp/pid/1168442